# Single electron transistor
En single electron transistor eller SET er en kvantemekanisk transistor, som er yderst ladningspåvirkelig i source-drain-strækningen. Den er styrbar via gate-elektroden.
En SET baseret på metaller eller halvledere indeholder en kvanteø, som er kapacitivt koblet til en elektrode, kaldet gate. Kvanteøen har to ender, der er kvantemekanisk koblet til hver sin tilledning, i transistorterminologi source og drain. Den kvantemekaniske kobling betyder at elektroner kan transporteres fra kvanteøen til/fra source og drain ved kvantemekanisk tunnelering. Koblingen kan f.eks. skabes ved at adskille kvanteøen fra source/drain med et tyndt oxidlag, der kan være så tyndt som 1 nanometer, hvilket ca. svarer til 10 atomers bredde. 
Ved hjælp af gate'en kan man binde eller frigive et vilkårligt antal elektroner på øen (også brøkdele af en elektron). På denne måde kan sandsynligheden for tunnelering styres, hvorved SET'ens evne til at lede elektrisk strøm kan styres. Ledningsevnen er periodisk i det bundne antal elektroner.
Ved mere komplicerede opbygninger med SET'en (f.eks. en variant med tre kvanteøer og tre gates, en såkaldt single electron turnstile) kan man opnå at kunne lukke en enkelt elektron igennem ad gangen. Dette har dannet basis for fremstilling af strømnormaler, hvor man på kontrolleret vis lukker en elektron igennem ad gangen. Sådanne strømnormaler har opnået en præcision på én fejl pr. 108, dvs. en fejl pr. 100 millioner elektroner. Præcisionen skal dog være ca. én fejl pr. 109 hvis konstruktionen skal anvendes som strømnormal.
En SET kan f.eks. anvendes til at måle ekstremt svage elektriske felter og kan derfor anvendes i en scanning tunneling mikroskop (STM) målespids.